# Taleb Twatiha
Taleb Twatiha (Hebreeuws: טאלב טואטחה) (Jisr az-Zarqa, 21 juni 1992) is een Israëlische voetballer. Hij verruilde in 2016 Maccabi Haifa voor Eintracht Frankfurt.
Twatiha maakte deel uit van de ploeg van Eintracht Frankfurt, die op zaterdag 19 mei 2018 de DFB-Pokal won door in de finale Bayern München met 3-1 te verslaan. Het was de eerste grote prijs voor de club in dertig jaar. Het elftal stond onder leiding van trainer-coach Niko Kovač, voor wie het duel in het Olympiastadion in Berlijn de laatste was op de bank bij Eintracht. Hij vertrok naar Bayern München. Twatiha kwam tijdens de finale niet in actie. Namens Eintracht scoorde Ante Rebić twee keer, invaller Mijat Gaćinović bepaalde de eindstand op 3-1.
1 Trapp  ·
3 Theate ·
4 Koch ·
5 Amenda ·
6 Højlund ·
7 Marmoush ·
8 Chaïbi ·
9 Matanović ·
11 Ekitike ·
13 Kristensen ·
15 Skhiri ·
16 Larsson ·
18 Dahoud ·
19 Bahoya ·
20 Uzun ·
21 Brown ·
22 Chandler ·
23 Lisztes ·
26 Ebimbe ·
27 Götze ·
28 Wenig ·
29 Nkounkou ·
33 Grahl ·
34 Collins ·
35 Tuta ·
36 Knauff ·
37 Santos ·
41 Onguéné ·
44 Bautista ·
45 Loune ·
47 Fenyő ·
Coach: Toppmöller
· Keeperstrainer: Zimmermann